# Historia del uniforme del Newcastle United Football Club

## Historia y evolución

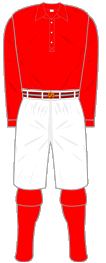
Uniforme del Newcastle United de 1892 a 1894.

Los colores del club como local son una camiseta a rayas blancas y negras. Los pantalones cortos y las medias suelen ser negros con ribetes blancos, aunque a veces se usan medias blancas con algunos directivos que las consideran "de la suerte". Al principio, los colores del Newcastle eran generalmente los de la equipación local del Newcastle East End F.C., que consistía en camisetas rojas lisas con pantalones cortos blancos y calcetines rojos. En 1894, el club adoptó las camisetas a rayas blancas y negras, que se habían utilizado como colores del equipo de reserva. Se eligieron estos colores para el equipo senior porque no se asociaban con ninguno de los dos equipos de los que se había fusionado el United. Hasta 1897 jugaron con pantalones grises, y entre 1897 y 1921, con pantalones azules, antes de adoptar los pantalones negros con los que juegan ahora.
Los colores del Newcastle United como visitante han cambiado varias veces a lo largo de los años. Utilizaban camisas blancas y pantalones negros desde 1914 hasta 1961, y luego pantalones blancos hasta 1966. Luego pasaron a jugar con camisetas amarillas y pantalones azules en la temporada 1967-68, pero de 1969 a 1974 utilizaron camiseta roja y una tercera equipación azul. En 1974, volvieron a usar una camiseta amarilla, con la que jugaron con pantalones cortos de varios colores hasta 1983. De 1983 a 1988 utilizaban la camiseta gris, y luego volvieron con la amarilla hasta 1993. Desde 1995, la equipación visitante ha cambiado con frecuencia y no ha sido la misma durante más de una temporada. A través de su propietario Mike Ashley, el club también tiene una relación con la cadena minorista Sports Direct, que él mismo fundó.
El 4 de enero de 2012, Virgin Money, que acababa de comprar Northern Rock, firmó un contrato de dos años para patrocinar al Newcastle United. En enero de 2010, Puma se convirtió en el proveedor oficial y licenciatario de las réplicas de mercancía del Newcastle. El acuerdo supuso que Puma suministrara las equipaciones del equipo, las réplicas y la equipación de entrenamiento para las temporadas 2010-11 y 2011-12.
El escudo actual del club se utilizó por primera vez en la temporada 1988-89. El escudo incluye elementos del escudo de armas de la ciudad de Newcastle upon Tyne: los dos caballos de mar que representan las fuertes conexiones de Tyneside con el mar y el castillo que representa el Keep Norman de la ciudad. El escudo de la ciudad se bordó por primera vez en las camisetas del equipo en 1969 y se usó como estándar hasta 1976. Un pergamino en la parte inferior mostraba el lema de la ciudad en latín; fortiter defendit triumphans, que se traduce como "triunfar con una valiente defensa". Desde 1976 hasta 1983, el club lució una insignia específica que se desarrolló para llevarla en lugar del escudo de la ciudad. El diseño era de forma circular, en el que figuraba el nombre del club en su totalidad, y contenía una urraca de pie frente al río Tyne con el histórico castillo normando de Newcastle al fondo. En 1983 se adoptó un diseño más sencillo, con las iniciales del nombre del club, NUFC con la pequeña urraca utilizada en el escudo anterior dentro de la "C" dispuesta horizontalmente; este logotipo duró relativamente poco y se dejó de utilizar después de 1988.
El 16 de mayo de 2013, el Newcastle sacó a la venta la camiseta de visitante para la temporada 2013-14, que por primera vez contó con el logotipo de Wonga.com, que atrajo la crítica de muchos seguidores del Newcastle; la camisa era de color azul marino con franjas celestes. La camisa recibió críticas mixtas de los seguidores de Newcastle, que la calificaron como "impresionante" y "sosa", como se cita en el diario Evening Chronicle de Newcastle. En julio de 2013, el delantero del Newcastle y practicante musulmán Papiss Cissé se negó a llevar cualquier equipación oficial o ropa de entrenamiento en referencia a Wonga.com, y posteriormente no viajó a la gira de pretemporada del equipo por Portugal en 2013. El asunto se resolvió posteriormente. Wonga colapsó en la administración en 2018.
El 15 de mayo de 2017, se reveló la camiseta local para la temporada 2017-18, con el logotipo de los nuevos patrocinadores Fun88. Se mostró que la camiseta incluía un escudo conmemorativo dorado y plateado para celebrar la 125ª temporada de fútbol del club, basado en el escudo de la ciudad. También se anunció que la equipación llevaría números rojos por primera vez desde la temporada 1992-93. Entre los anteriores patrocinadores de las equipaciones figuran Newcastle Breweries (1980-86), Greenall's Beers (1986-90), McEwan's Lager y Newcastle Brown Ale (1990-2000), NTL (2000-03), Northern Rock (2003-12), Virgin Money (2012-13) y Wonga.com (2013-17).
El actual proveedor del club es la marca deportiva británica Castore, en un acuerdo que comenzó en 2021. Los anteriores fabricantes de equipaciones son Bukta (1974-75, 1976-80), Umbro (1975-76, 1980-93), Asics (1993-95), Adidas (1995-2010) y Puma (2010-21). Otros patrocinadores actuales del equipo son Fun88, Carling, Coral, Pulman, Thomas Cook Group y Stelrad. El actual patrocinador de la manga del Newcastle United es Kayak, en un acuerdo que comenzó en 2021. Los anteriores patrocinadores de mangas son MRF Tyres (2017-18), StormGain (2019-20) e ICM.com (2020-21).

### Evolución del uniforme
| 1983-87 | 1987-90 | 1990-93 | 1993-95 | 1995-97 | 1997-99 | 1999-01 | 2001-03 | 2003-05 |

| 2005-07 | 2007-09 | 2009-10 | 2010-11 | 2011-12 | 2012-13 | 2013-14 | 2014-15 | 2015-16 |

| 2016-17 | 2017-18 | 2018-19 | 2019-20 | 2020-21 | 2021-22 | 2022-23 | 2023-24 | 2024-25 |

| 2025-26 |

### Evolución del uniforme visitante
| 1983-85 | 1985-88 | 1988-90 | 1990-93 | 1993-95 | 1995-96 | 1996-97 | 1997-98 | 1998-99 |

| 1999-00 | 2000-01 | 2001-02 | 2002-03 | 2003-04 | 2004-05 | 2005-06 | 2006-07 | 2007-08 |

| 2008-09 | 2009-10 | 2010-11 | 2011-12 | 2012-13 | 2013-14 | 2014-15 | 2015-16 | 2016-17 |

| 2017-18 | 2018-19 | 2019-20 | 2020-21 | 2021-22 | 2022-23 | 2023-24 | 2024-25 | 2025-26 |

### Evolución del uniforme alternativo
| 1987-88 | 1993-95 | 1996-97 | 1997-98 | 1998-99 | 1999-00 | 2000-01 | 2001-02 | 2002-03 |

| 2003-04 | 2004-05 | 2005-06 | 2006-07 | 2007-08 | 2008-09 | 2009-10 | 2010-11 | 2011-12 |

| 2012-13 | 2013-14 | 2014-15 | 2015-16 | 2016-17 | 2017-18 | 2018-19 | 2019-20 | 2020-21 |

| 2021-22 | 2022-23 | 2023-24 | 2024-25 | 2025-26 |

### Proveedores y patrocinadores
| Período   | Proveedor | Patrocinador        |
| --------- | --------- | ------------------- |
| 1975–1976 | Umbro     | Ninguno             |
| 1976–1980 | Bukta     | Ninguno             |
| 1980–1986 | Umbro     | Newcastle Breweries |
| 1986–1990 | Umbro     | Greenall's Beers    |
| 1990–1993 | Umbro     | Newcastle Brown Ale |
| 1993–1995 |           | Newcastle Brown Ale |
| 1995-2000 |           | Newcastle Brown Ale |
| 2000-2003 |           |                     |
| 2003–2010 |           |                     |
| 2010-2012 |           |                     |
| 2012-2013 |           |                     |
| 2013-2017 | Wonga.com |                     |
| 2017-2021 |           |                     |
| 2021–2023 | Castore   |                     |
| 2023–2024 | Castore   | Sela                |
| 2024–     |           | Sela                |